# 243094 Dirlewanger
243094 Dirlewanger este un asteroid din centura principală de asteroizi.

## Descriere
243094 Dirlewanger este un asteroid din centura principală de asteroizi. A fost descoperit pe 6 septembrie 2007 la Wildberg de Rolf Apitzsch. Asteroidul prezintă o orbită caracterizată de o semiaxă mare de 2,33 ua, o excentricitate de 0,19 și o înclinație de 1,7° în raport cu ecliptica.